# Белонович, Галина Ивановна
Галина Ивановна Белонович — музейный работник, общественный деятель, Заслуженный работник культуры Российской Федерации (1995), Заслуженный деятель искусств Российской Федерации (2007), в 1984—2018 годах директор Государственного музея-заповедника П. И. Чайковского (с 2018 года заместитель директора по научной работе).

## Биография
В 1970 году окончила историко-филологический факультет Уральского государственного университета имени А. М. Горького по кафедре истории искусства.
В 1973 году пришла в музей Чайковского научным сотрудником. Позже заведовала отделом вещевых и изобразительных материалов, сменив на этом месте внучатую племянницу Петра Ильича Чайковского — Ирину Юрьевну Соколинскую. Из ее рук Галина Ивановна приняла на хранение фонды, в том числе — вещей и фотографий из личного собрания композитора.
В 90-е годы прошла обучение в Школе бизнеса в сфере культуры, организованной при Комитете Советских женщин в Москве.
За годы, которые Г. И. Белонович возглавляла музей, значительно пополнились фонды, было построено здание фондохранилища, после проведенной реконструкции появились дополнительные выставочные помещения. Стараниями Галины Ивановны было организовано множество выставок, среди которых выставки в Государственном музее изобразительных искусств имени А. С. Пушкина на «Декабрьских вечерах», в Третьяковской галерее, в Государственном музее А. С. Пушкина на Пречистенке, в Музее-усадьбе Л. Н. Толстого в Ясной поляне, выставки в Белоруссии, Грузии, Германии, Норвегии, США, Чехии, Франции, Японии.
Г. И. Белонович является организатором и автором концепций музыкальных фестивалей и циклов концертов, проходящих в музее Чайковского. Налажено сотрудничество с такими выдающимися музыкантами и коллективами, как Большой симфонический оркестр имени П. И. Чайковского под руководством Владимира Федосеева, Госоркестр имени Е. Ф. Светланова под руководством Владимира Юровского, «Musica viva» под руководством Алексадра Рудина, с Большим и Мариинским театрами, с «Геликон-оперой», с Михаилом Плетневым, Николаем Луганским, Александром Гиндиным, Алексеем Гориболем, Сергеем Стадлером, Максимом Федотовым и другими музыкантами.
С 2013 года Музей Чайковского в Клину совместно с Государственным институтом искусствознания осуществляет проект Академического полного собрания сочинений П. И. Чайковского.
С 1994 года является членом Российского национального комитета Международного совета музеев (ИКОМ России). В 2009—2016 годах — президент Международного комитета литературных музеев и музеев композиторов ИКОМ (ICOM ICLM), с 2016 года — член президиума комитета.
Автор ряда публикаций и статей. Много лет посвятила изучению фотоархива Чайковского. Результатом этой работы стал альбом-каталог «Эпизоды для вечности. Фотографии П. И. Чайковского». В нем впервые собраны все известные фотографии композитора, которые снабжены точными указаниями мест и дат съемки и подробными комментариями. Еще одна большая работа — альбом «Приношение. Произведения ювелирного искусства в личном собрании П. И. Чайковского».

## Общественная позиция
В марте 2014 года поддержала аннексию Крыма, подписала письмо президенту России Владимиру Путину в поддержку аннексии

## Награды
- Заслуженный деятель искусств Российской Федерации (27 мая 2007)[6]
- Заслуженный работник культуры Российской Федерации (10 марта 1995)[7]
- Благодарность Министра культуры Российской Федерации (25 декабря 2003) — за многолетний плодотворный труд и большой вклад в развитие музейного дела[8]